# Росен Жељазков
Росен Жељазков (бугарски: Росен Желязков), рођен 5. априла 1968. године, бугарски је политичар који је садашњи премијер Бугарске. Члан ГЕРБ-а, претходно је био министар саобраћаја од 2018. до 2021. године, посланик у Народној скупштини од 2021. до 2025. године и председник Народне скупштине од 2023. до 2024. године.

## Рани живот, образовање и каријера
Жељазков је рођен у Софији 5. априла 1968. године. Магистрирао је право на Софијском универзитету.
Каријеру је започео 1994. године као правни саветник за Средечки округ Софијске општине, где је био на високим правним функцијама, као и на позицијама у локалној администрацији.
Године 1995. примљен је у Удружење правника Софије као адвокат специјализован за грађанско и привредно право.<ref">Atanasova, Maria (2023-04-19). „Росен Желязков: Запален по моторите и рок музиката: Кой е новият председател на Народното събрание?”. Fakti.bg (на језику: бугарски). Приступљено 2023-10-04.</ref>

### Премијер Бугарске
Народна скупштина је гласала за Владу Жељазкова, са Жељазковом као премијером 16. јануара 2025.